# Ломбе (коммуна)
Ломбе́ (фр. Lombers, окс. Lombèrs) — коммуна во Франции, находится в регионе Юг — Пиренеи. Департамент — Тарн. Входит в состав кантона От-Даду. Округ коммуны — Альби.
Код INSEE коммуны — 81147.

## География

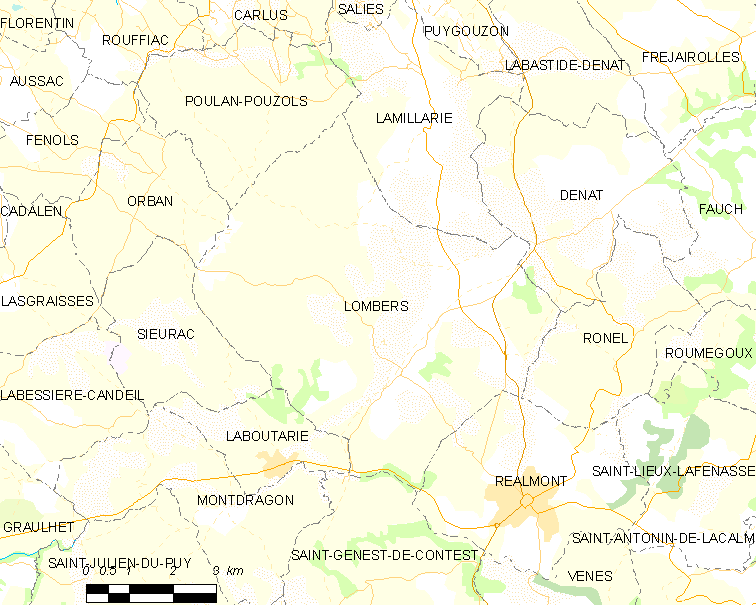
Карта коммуны

Коммуна расположена приблизительно в 570 км к югу от Парижа, в 65 км восточнее Тулузы, в 14 км к югу от Альби.

## Климат
Климат умеренно-океанический. Зима мягкая и дождливая, лето жаркое с частыми грозами. Ветры довольно редки.

## Население
Население коммуны на 2010 год составляло 1046 человек.
| 1962 | 1968 | 1975 | 1982 | 1990 | 1999 | 2010 |
| ---- | ---- | ---- | ---- | ---- | ---- | ---- |
| 919  | 919  | 854  | 826  | 807  | 860  | 1046 |

## Экономика
В 2007 году среди 624 человек в трудоспособном возрасте (15—64 лет) 463 были экономически активными, 161 — неактивными (показатель активности — 74,2 %, в 1999 году было 72,1 %). Из 463 активных работали 425 человек (216 мужчин и 209 женщин), безработных было 38 (16 мужчин и 22 женщины). Среди 161 неактивных 52 человека были учениками или студентами, 59 — пенсионерами, 50 были неактивными по другим причинам.